# Odajima Ryo
Odajima Ryo (sinh ngày 10 tháng 6 năm 1996) là một cầu thủ bóng đá người Nhật Bản.

## Sự nghiệp câu lạc bộ
Odajima Ryo hiện đang chơi cho SC Sagamihara.